# 19 ق هـ
19 ق هـ هي السنة التاسعة عشرة السابقة للهجرة النبوية، وهي توافق ما بين سنتي 603 و604 حسب التقويم الميلادي، أي أنها بدأت في سنة 603م وانتهت في سنة 604م.